# Pietzpuhl
Pietzpuhl ist eine Ortschaft der Gemeinde Möser im Landkreis Jerichower Land in Sachsen-Anhalt.

## Geographie
Die Ortschaft ist erreichbar über eine Stichstraße, die von der Bundesstraße 1 abzweigt, und nur wenige Kilometer zu einer Auffahrt der Autobahn 2 entfernt gelegen. Westlich des Ortes liegen landwirtschaftlich genutzte Flächen, nach Osten hin wird der Ort von Wäldern eingerahmt. Nordwestlich erheben sich der Kapaunberg mit 105 Metern und der Kapaunenberg mit 102 Metern, die mit diesen Höhen zu den höchsten Punkten im Westfläming zählen. In der ersten Hälfte des 19. Jahrhunderts befand sich dort eine von 62 Stationen einer preußischen optischen Telegrafenlinie, die Berlin mit der Rheinprovinz bis nach Koblenz kommunikationstechnisch verband.

## Geschichte
In einer Urkunde von 6. Januar 1306, die den Besitzwechsel vom Domkapitel Magdeburg zum Bistum Brandenburg besiegelte, wurde ein Ort Putzpul erstmals erwähnt. Danach lag der Ort lange Zeit wüst und erst am Ende des 15. Jahrhunderts wurde an dessen Stelle ein Vorwerk, nun Pitzpful genannt, errichtet. Dieses wurde während des Dreißigjährigen Krieges zerstört.

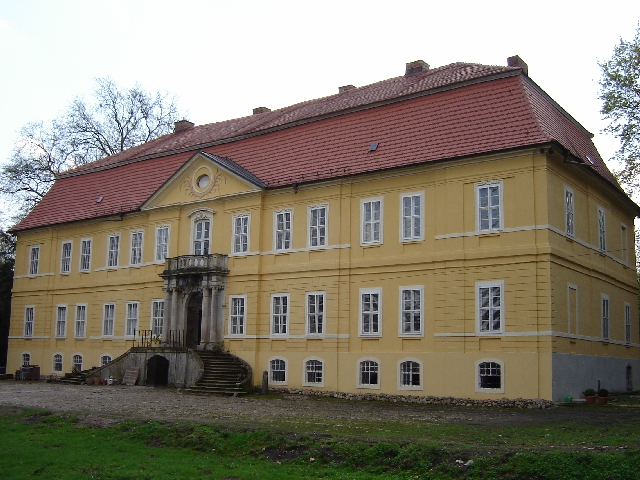
Schloss Pietzpuhl

Zu Beginn des 18. Jahrhunderts existierte schon ein Schloss, das 1730 einem Neubau im Barockstil weichen musste, welches Werner von Wulffen, auch Domherr von Halberstadt, errichten ließ. Zuvor hatte die Familie von Wulffen Pietzpuhl erworben, um dort ein Rittergut einzurichten. Von den nachfolgenden Generationen wurden Schloss und Schlossanlage aufwändig erweitert. Die reiche künstlerische Ausstattung aus der Entstehungszeit, wie z. B. Stuckierungen, Türen, Kamine, Parkett und Wandvertäfelungen sowie das Treppenhaus mit seinen asymmetrischen Balustern im Geländer, hat sich noch größtenteils erhalten. Friedrich der Große ließ seit dem Ende der Schlesischen Kriege ab 1748 jährlich zwischen dem 25. und 28. Mai auf dem Gelände zwischen Pietzpuhl und Körbelitz Revuen, eine Art Heerschau und Manöver der Preußischen Armee, abhalten. Die Felder durften zu dieser Zeit nicht bestellt sein, die Bauern erhielten eine Entschädigung. Bereits seit 1715 hatte es alljährlich von seinem Vater durchgeführte Generalrevuen gegeben. An den Revuen nahmen die Infanterie und Kavallerie des Herzogtums Magdeburg, des Fürstentums Halberstadt und der Altmark teil. Der König stieg hierzu im Pietzpuhler Schloss ab. Um 1750 ließen zwei Brüder Wulffen die Einfahrt zu dem mächtigen Herrenhaus zwecks Unterbringung der hohen Offiziere nochmals mit zwei großen barocken Kavalierhäusern auf dem Gutshof flankieren, die jeweils nur wenig kleiner als das Schloss selbst waren und jedes für sich ein stattliches Gutshaus hätten abgeben können. Friedrich der Große soll über diese unnütze Opulenz so erbost gewesen sein, dass er den Wulffen daraufhin ein anderes Gut wegnahm und zur Staatsdomäne machte; er übernachtete fortan in einem bescheidenen Quartier in Körbelitz, wo er auch die großen Diners für die hohen Offiziere zum Abschluss der Manövertage gab.
Auch Königin Luise von Preußen war 1803 anlässlich einer Truppenrevue Gast im Schloss Pietzpuhl. Sie wurde dort mit weiteren Gästen aufgrund einer Truppenrevue untergebracht. Als eine solche 1805 zum letzten Mal stattfand, gehörte auch der französische Marschall Bernadotte in Begleitung der Generäle Gérard, Berthier, Eblé und Kellermann zu den Manövergästen; wenig später sollten sie in den Napoleonischen Kriegen als Besatzer wiederkehren. Durch die regelmäßigen Kontakte der Familie von Wulffen mit dem preußischen Königshaus entstand eine enge Verbindung, die darin gipfelte, dass der preußische König und die Prinzen und Prinzessinnen des Öfteren Taufpaten der Wulffen'schen Kinder wurden. An die Truppenrevuen erinnert eine Schautafel am Schanzenberg und die Nachbildung des früheren Denkmals am Schanzenberg in Körbelitz; der Schießplatz Körbelitz diente 300 Jahre lang für militärische Übungen.
Der Schlosshof ist auf der Dorfseite mit Gittern und vasen-bekrönten Pfeilern abgeschlossen. In den Jahren 1808 bis 1828 legte Carl (Karl) von Wulffen (1785–1853), verheiratet mit Aurelie von Windheim, den nach Süden in den Wald übergehenden Schlosspark Pietzpuhl im englischen Stil an; hinter einem rechteckigen, von Linden flankierten Parterre schloss sich in der Mittelachse eine Allee an, die später als breite Schneise durch das Boskett führte. Carl von Wulffen wurde bekannt als einer der Begründer der modernen Landwirtschaft. Er lehrte an der preußischen Landwirtschaftsakademie in Möglin und setzte die von ihm entwickelten Theorien zur Bodenverbesserung auf den ertragsarmen Böden seines Gutes um.
Im Zuge der preußischen Gebietsreform von 1818 wurde Pietzpuhl, das zu diesem Zeitpunkt etwa 160 Einwohner hatte, in den Kreis Jerichow I mit der Kreisstadt Burg eingegliedert. Ab etwa 1840 war im westlichen Kavaliershaus eine Alkoholbrennerei untergebracht. Pietzpuhl war zunächst ein Nebengut derer von Wulffen auf Grabow. Dazu gehörte einst noch mit Wutike ein Besitz in Nordbrandenburg. Pietzpuhl war dann Familienfideikommiss und im Eigentum des Odo von Wulffen, liiert mit Anna von Thümen-Göbel.
Am 30. September 1928 wurde der Gutsbezirk Pietzpuhl mit dem Gutsbezirk Grabow II vereinigt und in eine Landgemeinde Pietzpuhl umgewandelt. An den privatrechtlichen Besitzflächen und am kommunalen Eigentum änderte sich dadurch nichts, das Gut war lediglich juristisch kein eigenständiger Ort mehr.
Lothar von Wulffen (1873–1945), ehemaliges Mitglied des Preußischen Abgeordnetenhauses, war der letzte Fideikommissherr auf Pietzpuhl. Mit der Bodenreform wurde die Familie von Wulffen 1945 enteignet und das Schloss in die Rechtsträgerschaft der Kommunalgemeinde Pietzpuhl übertragen. Die Gemeinde wies zunächst Flüchtlingsfamilien ein und nutzte selbst Keller und Untergeschoss. Nachdem die letzten Bewohner 1965 das Schloss verlassen hatten, stand es leer.
1997 gelang es der Familie von Wulffen, ihr ehemaliges Eigentum an Schloss und Park wiederzuerlangen. Die Kommunalgemeinde erwarb 2001 eines der zum Schlossgelände gehörenden Kavaliershäuser, baute das verfallene Gebäude originalgetreu wieder auf und richtete dort eine Ausflugsgaststätte, Seminarräume, Hochzeitszimmer, Malschule und Räume für Ausstellungen ein. Das andere Kavalierhaus ist noch Ruine. Schloss und Schlosspark wurden unter Denkmalschutz gestellt.
Pietzpuhl gehörte von 2005 bis 2009 zur Verwaltungsgemeinschaft Biederitz-Möser. Bis zum 31. Dezember 2009 war Pietzpuhl eine selbständige Gemeinde. Am 1. Januar 2010 wurde Pietzpuhl in die Einheitsgemeinde Möser eingegliedert.

## Politik

### Bürgermeister
Erster Bürgermeister nach der Wende bis Mitte 2001 war Uwe Gent. Während seiner Amtszeit entstand ein neues Wohngebiet, wodurch sich die Einwohnerzahl mehr als verdoppelte. Der Standard der Infrastruktur stieg, z. B. Ferngasversorgung, Kläranlage, Straßenausbau, Gewässersanierung. Am 1. August 2001 trat als seine Nachfolgerin Roswitha Reinhold ihre siebenjährige Amtszeit an. Herausragendes Ereignis waren die Übernahme und der Wiederaufbau des westseitigen Kavaliershauses. In den Folgejahren entstand dort unter Mitwirkung des Kavaliershaus Fördervereins ein reges kulturelles Leben. Besonders zu erwähnen ist auch die Einrichtung des Trauzimmers. 2006 wurde mit einem bunten Programm das 700-jährige Ortsjubiläum gefeiert. Letzte bedeutende Maßnahme ihrer Amtsführung war der Ausbau der Zufahrtstraße von der B1 zum Ort. Die Fertigstellung der Straße fiel allerdings schon in die Amtszeit ihrer Nachfolgerin.
Die letzte Bürgermeisterin der Gemeinde Pietzpuhl von 2008 bis zur Eingemeindung 2010 war Anke Rasch.
Als Ortschaft der Einheitsgemeinde Möser übernimmt ein so genannter Ortschaftsrat die Wahrnehmung der speziellen Interessen des Ortes innerhalb bzw. gegenüber den Gemeindegremien. Er wird aus fünf Mitgliedern gebildet. Als weiteres ortsgebundenes Organ fungiert der Ortsbürgermeister, dieses Amt wird zurzeit von Sven Reinald (SPD) wahrgenommen.

### Wappen
Blasonierung: „Unter einem von Silber und Schwarz gevierten Schildhaupt; in Blau eine silberne Lupine.“
Die Farben Pietzpuhls – abgeleitet von der Tingierung des Wappens – sind Silber (Weiß) - Blau.
Das Wappen wurde 2004 vom Kommunalheraldiker Jörg Mantzsch gestaltet.

### Flagge
Die Flagge ist blau-weiß-blau (1:4:1) gestreift. In der Längsform verlaufen die Streifen senkrecht, in der Querform waagerecht, das Wappen ist jeweils mittig belegt.

## Brandschutzwesen
Vom Frühjahr 2008 bis zur Eingemeindung in die Gemeinde Möser am 1. Januar 2010 gab es eine Pflichtfeuerwehr im Ort, nachdem sich zwischenzeitlich nicht mehr genug Mitglieder für die Freiwillige Feuerwehr finden ließen.

## In Ortschaft geboren
- Johann August Jacobs (1788–1829), deutscher Philologe und Hochschullehrer